# Nậm Vàng
Suối Nậm Vàng là phụ lưu cấp 1 của sông Gâm. Nậm Vàng chảy qua các tỉnh Hà Giang, Cao Bằng, Tuyên Quang .
Suối có chiều dài 56 km và diện tích lưu vực là 313 km² .

## Dòng chảy
Nậm Vàng bắt nguồn từ hợp lưu các suối thành suối Bản Vàng ở xã Yên Thổ huyện Bảo Lâm, Cao Bằng 22°41′09″B 105°31′14″Đ / 22,6859°B 105,520541°Đ.
Sông chảy uốn lượn về hướng nam-tây nam, qua các xã Đường Hồng, Đường Âm huyện Bắc Mê tỉnh Hà Giang.
Sau đó suối chảy sang huyện Na Hang, đổ vào sông Gâm ở bản Pắc Von xã Khâu Tinh huyện Na Hang tỉnh Tuyên Quang.

## Chỉ dẫn
1. ↑  Trong tiếng Thái-Tày "Nậm" có nghĩa là nước, sông, suối.

- Bản "Danh mục lưu vực sông liên tỉnh" biên tập lỗi thành "Suối Nàm Vàng" [3].